# Шимон Кароль Огінський
Шимон Кароль Огінський (Шыман Караль Агінскі, бл. 1625 — 3 липня 1694) — державний та військовий діяч, урядник Речі Посполитої.

## життєпис
Походив з білоруського магнатського роду Огінських гербу Брама. Старший син Самійла Лева Огінського, дорсунішського старости, й Софії Білевич. Народився між 1623 та 1625 роками. Спочатку здобув домашню освіту, у 1641—1654 роках з перервами навчався у Республіці Об'єднаних провінцій. Тут одружився з місцевою представницею голландського нобілітету Тецією Стаакман, з якою розлучився у 1643 році. Позував для Рембранта в його картині «Польський вершник».
У 1654 році призначається вітебським підкоморієм. Стає членом Віленського православного братства. У 1655 році під тиском московських військ, що почали війну проти Речі Посполитою в союзі з Козацькою державою, перебрався до Вільно. У 1656 році вимушений був дати присягу вірності московському цареві Олексію I. Проте невдовзі залишив Вільно. У 1657 році за заповітом батька отримав значні маєтності, а також ключі від родинної усипальні в Кронському монастирі.
У 1660 році приєднався з власними хоругвами до гетьмана польного литовського Вінцента Корвіна-Госевського, отримавши звання поручика. До 1663 року брав активну участь проти московських загарбників. 
У 1667 році після укладання Андрусівського перемир'я повернувся до Вітебська. Тоді одружився з представницкю роду Корсак. У 1672 році обирається старостою Віленського православного братства. У 1679 році призначається мечником великим литовським. У 1680 році внаслідок бажання отримати вищі посади переходить у католицтво. Але й далі надавав політичну та фінансову підтримку Богоявленському і Марковському православним монастирям.
У 1681 році отримує посаду Мстиславського воєводи (до 1685 року), змінивши на цій посаді свого молодшого брата Яна. 1683 року відмовився від посади мечника на користь небожа Миколая Францишка. У 1687 році повернув собі цю посаду.
У 1690 році після смерті стриєчного брата Марціана Александра Огінського успадкував його маєтності. У 1691 році після смерті другої дружини одружився з представницею роду Ясенецьких. Помер у 1694 році.

## Родина
1. Дружина — Теція Стаакман
Діти:
- Софія

2. Дружина — Теодора Корсак
Діти:
- Богуслав Казимир (1669—1730), маршалок ковенський, стольник великий литовський
- Марціан Михайло (1672—1750), каштелян і воєвода вітебський
- Христина (д/н—1701), дружина: 1) Анджей Керлі, маршалка стародубськ; 2) Домініка Олександра Тишкевича, підкоморія слонімського; 3) Януша Зеновича, підкоморія полоцького
- Елеонора (д/н — після 1710), дружина Юзефа Мнішека, маршалка великого коронного

3. Дружина — Тереза Войно-Ясенецька
Діти:
- Олександр